# Diocèse d'Ugento-Santa Maria di Leuca
Le diocèse d'Ugento-Santa Maria di Leuca (en latin : Diœcesis Uxentina-Sanctae Mariae Leucadensis ; en italien : Diocesi di Ugento-Santa Maria di Leuca) est un diocèse de l'Église catholique en Italie, suffragant de l'archidiocèse de Lecce et appartenant à la région ecclésiastique des Pouilles.

## Territoire
Le diocèse est situé dans la partie sud de la province de Lecce, l'autre partie de la province se trouve dans le diocèse de Nardò-Gallipoli et dans les archidiocèses d'Otrante, de Lecce, et de Brindisi-Ostuni. Il possède un territoire de 475 km2 divisé en 43 paroisses regroupées en 4 archidiaconés. Le siège épiscopal est à Ugento où se trouve la cathédrale de l'Assomption ; la collégiale du Saint Sauveur d'Alessano (it) est l'ancienne cathédrale du diocèse supprimé d'Alessano (it).

## Histoire
Le diocèse d'Ugento est documenté avec certitude depuis le XIIe siècle. La chronologie des évêques au XIIIe siècle est incertaine et incomplète. Après quelques évêques anonymes dans la première moitié du siècle, l'évêque Lando est connu, élu en 1253 et décédé entre 1280 et 1282. On a des preuves historiques du chapitre de la cathédrale pour la première fois à l'occasion de la nomination de l'évêque Goffredo en 1282, élection confirmée par le pape Martin IV.
Entre 1500 et 1800, tous les évêques d'Ugento sont présentés à l'épiscopat par les rois de Naples. Antonio Minturno (1559-1565)  participe à la troisième session du concile de Trente et célèbre un synode diocésain en 1564. Les autres synodes diocésains sont célébrés par Geronimo Martini en 1645 et Antonio Carafa en 1680 ; un autre synode est organisé et présidé par le vicaire du chapitre, Giuseppe Salzedo, en 1720. Au XVIe siècle, le diocèse s’enrichit de la présence de nombreux ordres religieux, les carmes (1560), les capucins (1579), les franciscains (1603) et les dominicains (1608). Les évêques d'Ugento effectuent de nombreuses visites pastorales sur le territoire diocésain. Le premier document est celui de l'évêque Antonio Minturno en 1559, d'autres visites suivent en 1628 et 1637. Le séminaire, rendu obligatoire par le concile de Trente, est créé tardivement et ne remonte qu'à 1752 grâce aux travaux de l'évêque Tommaso Mazza, les maigres revenus de l'évêque et la difficulté de trouver les fonds nécessaires à son entretien retardent de deux siècles la fondation du séminaire. 
Le 27 juin 1818, à la suite du concordat entre le Saint-Siège et le royaume napolitain, le diocèse s'agrandit pour englober le territoire du diocèse supprimé d'Alessano en vertu de la bulle pontificale De utiliori du pape Pie VII. Le XIXe siècle est marqué par l'épiscopat de Francesco Bruni (1837-1863) avec des visites pastorales répétées et le synode diocésain de 1858. Il achève la façade de la cathédrale (1855), construit le nouveau siège du séminaire à côté du palais épiscopal, il dirige le clergé lors des événements révolutionnaires de 1848 et de l'unification, à laquelle il est opposé et qui, par conséquent, fait ensuite l'objet d'enquêtes de censure du gouvernement italien. L'inauguration du séminaire a lieu en 1912, il est restructuré dans les années 60 et abrite aujourd'hui l'école de formation sociopolitique et l'école de formation théologique et pastorale.
Le 1er août 1959, pour sceller la profonde dévotion à la Vierge de Leuca (près de Santa Maria di Leuca), Jean XXIII accepte la demande de Mgr Giuseppe Ruotolo et ordonne la modification du nom du diocèse par le décret Sanctuarium Sanctae Mariae Leucadensis. Le même prélat construit également à Santa Maria di Leuca la maison du clergé contribuant à donner un nouvel élan à la dévotion envers la Vierge et aux pèlerinages à la basilique de Santa Maria de Finibus Terrae (it), principal sanctuaire marial du diocèse.
À partir du 20 octobre 1980, à la suite de la bulle Conferentia episcopalis Apuliae du pape Jean-Paul II, le siège d'Ugento perd sa dépendance séculaire à l'égard de l'archidiocèse d'Otrante et devient suffragant de l'archidiocèse de Lecce. 
Le musée diocésain est inauguré le 6 juillet 2004 à l'initiative de Mgr Vito De Grisantis. 

## Sources
- http://www.catholic-hierarchy.org